# Edukacja formalna
Edukacja formalna (ang. formal education) – uczenie się poprzez udział w programach kształcenia i szkoleniach, prowadzących do uzyskania kwalifikacji zarejestrowanej, czyli zestaw efektów uczenia się/kształcenia się, którego osiągnięcie zostało formalnie potwierdzone przez uprawnioną instytucję i który został wpisany do Zintegrowanego Rejestru Kwalifikacji.
Definicja odnosi się do projektu Polskiej Ramy Kwalifikacji, realizowanego przez Instytut Badań Edukacyjnych oraz nawiązuje do wykładni tego terminu podanej przez Eurostat (2006). Classification of learning activities – Manual. Luxembourg: Office for Official Publications of the European Communities.
Istotą edukacji formalnej jest to, że zorganizowany proces kształcenia/szkolenia ma na celu doprowadzenie uczących się do uzyskania kwalifikacji zarejestrowanej, a tym samym ujętej w Zintegrowanym Rejestrze Kwalifikacji.
Do czasu wdrożenia zintegrowanego systemu kwalifikacji przez edukację formalną będzie się rozumiało kształcenie i szkolenie zorganizowane na podstawie ustaw regulujących systemy oświaty i szkolnictwa wyższego. Wszystkie inne organizowane programy kształcenia i szkolenia określa się jako edukację pozaformalną. Po wdrożeniu nowego systemu opartego na Polskiej Ramie Kwalifikacji w zakresie edukacji formalnej znajdą się wszystkie programy kształcenia i szkolenia, które prowadzą do uzyskania kwalifikacji ujętej w Zintegrowanym Rejestrze Kwalifikacji.
W Polsce edukacją formalną nazywano najczęściej naukę w szkole i na uczelni (por. Nowy słownik pedagogiczny, W.Okoń, 2001). Nowe ujęcie akcentuje znaczenie form organizowania edukacji innych niż tradycyjne (szkolne i uniwersyteckie). Do edukacji formalnej zalicza się także realizowanie przez dziecko obowiązku szkolnego w systemie (home schooling).